# Dave Bautista
David Michael Bautista (sinh ngày 18 tháng 1 năm 1969), anh được biết đến với tên võ đài Batista, là một đô vật chuyên nghiệp đã nghỉ hưu, võ sĩ kiêm diễn viên người Mỹ gốc Philippines – Hy Lạp. Với tư cách đô vật chuyên nghiệp, anh từng thi đấu cho World Wrestling Entertainment (WWE) từ năm 2002 đến năm 2010, trong năm 2014 và từ năm 2018 đến 2019. Ngoài đấu vật chuyên nghiệp, anh còn được biết đến với sự nghiệp diễn xuất, đáng chú ý nhất là nhân vật Drax the Destroyer trong Vũ trụ Điện ảnh Marvel.
Bautista bắt đầu sự nghiệp đô vật của mình vào năm 1999, và vào năm 2000, anh ký hợp đồng với World Wrestling Federation lúc bấy giờ (WWF, đổi tên thành WWE vào năm 2002). Từ năm 2002 đến 2010, anh nổi tiếng với biệt danh danh Batista và trở thành nhà vô địch thế giới sáu lần khi vô địch hạng nặng thế giới bốn lần và hai lần vô địch WWE. Triều đại đầu tiên của anh với chức vô địch hạng nặng thế giới là triều đại dài nhất cho danh hiệu đó với 282 ngày. Anh ấy cũng đã ba lần tổ chức chức vô địch World Tag Team (hai lần với Ric Flair và một lần với John Cena) và chức vô địch WWE Tag Teammột lần (với Rey Mysterio). Anh là người chiến thắng trong trận đấu Royal Rumble năm 2005 và tiếp tục giành chức vô địch WrestleMania 21, một trong năm sự kiện trả tiền cho mỗi lần xem có doanh thu cao nhất trong lịch sử đấu vật chuyên nghiệp. Sau khi rời WWE vào năm 2010, anh ấy tái ký hợp đồng vào tháng 12 năm 2013, xuất hiện lần đầu tiên vào tháng 1 năm 2014 và giành chiến thắng trong trận đấu Royal Rumble năm đó. Anh ấy đã đặt tiêu đề WrestleMania XXX trước khi một lần nữa khởi hành vào tháng 6 năm đó. Vào tháng 10 năm 2018, Bautista đã trở lại WWE lần thứ hai và đối mặt với Triple H tại WrestleMania 35 vào tháng 4 năm 2019, trước khi từ giã sự nghiệp đấu vật.
Bautista bắt đầu diễn xuất vào năm 2006 và đã đóng vai chính trong The Man with the Iron Fists (2012), Riddick (2013), phim James Bond Spectre (2015), Blade Runner 2049 (2017), Army of the Dead và Dune (cùng năm 2021). Trong Vũ trụ Điện ảnh Marvel, anh đã đóng vai Drax the Destroyer trong các phim Guardians of the Galaxy (2014), Guardians of the Galaxy Vol. 2 (2017), Avengers: Infinity War (2018) và Avengers: Endgame (2019). Anh cũng đã xuất hiện trong một số bộ phim direct-to-video kể từ năm 2009.
Vào tháng 8 năm 2012, Bautista ký hợp đồng với Classic Entertainment & Sports để chiến đấu trong các môn võ tổng hợp (MMA). Anh ấy đã giành chiến thắng trong cuộc đấu MMA duy nhất của mình vào ngày 6 tháng 10 năm 2012, đánh bại Vince Lucero bằng loại trực tiếp kỹ thuật ở vòng đầu tiên.

## Sự nghiệp đấu vật chuyên nghiệp

### Khởi đầu sự nghiệp
Batista từng cố gắng để được thi đấu tại WCW Power Plant nhưng Sgt. Buddy Lee Parker khẳng định rằng anh không có khả năng để theo đuổi môn đấu vật. Sau đó anh hợp tác với Afa Anoai và thi đấu cho WXW dưới tên Kahn.
Năm 2000 anh bắt đầu thi đấu tại Ohio Valley Wrestling và lập nhóm với Synn. Trong quá trình tại OVW anh được gọi là Leviathan. Khi còn là thành viên trong nhóm Disciples of Synn anh được mệnh danh là người bất khả chiến bại đến khi bị đánh bại từ Christmas Chaos bởi Kane (với sự giúp đỡ của Stone Cold Steve Austin). Sau đó anh thắng trận tranh đai vô địch hạng nặng OVW (OVW Heavyweight Championship) giữa Doug Basham. Sau khi thua trận giữa The Prototype, Synn cảm thấy Batista luôn tách rời trong nhóm và "bán rẻ" anh cho Reverend D-Von. Từ đó Batista bắt đầu sự nghiệp WWE (khi đó còn mang tên WWF) của mình.

### World Wrestling Entertainment
Anh khởi đầu sự nghiệp WWE vào ngày 9 tháng 5 năm 2002, tại SmackDown! dưới tên Deacon Bautista. Trận đấu đầu tiên của anh tại WWE là trận cặp đôi với D-Von giữa Randy Orton và Faarooq, kết quả là Batista đánh bại Orton bằng đòn kết thúc spinebuster. Vài tuần sau, Orton cố gắng đánh bại D-Von và Batista với những đô vật khác nhưng đều thất bại. Sau khi đánh bại D-Von bằng đòn kết thúc Batista Bomb, anh thi đấu cho thể loại RAW và đổi tên thành Dave Batista (hoặc Batista).

#### 2003–2006
Tháng 1 năm 2003, Batista gia nhập nhóm Evolution cùng với Triple H, Ric Flair và Randy Orton. Nhóm Evolution đã bảo vệ Triple H giành chiến thắng trong những trận bảo vệ đai trước các đối thủ Scott Steiner,Goldberg, Kane... bằng những cách đánh xấu. Sau khi Randy Orton đánh bại Chris Benoit để giành đai World HeavyWeight Championship, Triple H, Batista và Ric Flair trong lúc chúc mừng Orton đã tấn công Orton bằng cách đánh hội đồng. Sau đó, Evolution turn heel, Randy Orton turn face, và anh ta rời nhóm. Triple H thách đấu với Randy Orton để tranh World HeavyWeight Championship, và Batista là người đã bảo vệ Triple H trong những lần tấn công của Randy Orton. Tại PPV Royal Rumble 2005, anh và John Cena thắng trận Royal Rumble cùng một lúc, và đã có trận đấu lại, Batista đã giành chiến thắng. Sau đó, anh phát hiện ra rằng Triple H và Ric Flair đang có ý định đẩy anh sang SmackDown! để tranh đai WWE Championship bên hãng đó với mục đích để Batista không có ý định chọn Triple H là đối thủ để tranh đai World HeavyWeight Championship tại Wrestlemania 21. Trong 1 show Raw, Triple H đã tổ chức 1 buổi lễ để Batista quyết định sẽ ở lại Raw hoặc sang SmackDown!, ban đầu anh định ký bên SmackDown!, nhưng phút cuối anh đã tấn công Triple H và Ric Flair, chính thức rời nhóm, turn face, và chọn Triple H làm đối thủ tại Wrestlemania 21. Sau đó anh đã ký lại hợp đồng với bên Raw. Tại Wrestlemania 21, anh đã đánh bại Triple H để lần đấu tiên giành đai World HeavyWeight Championship. Sau đó, Triple H đã đòi tranh đai lại liên tục, nhưng Batista đã xuất sắc giữ được đai ở các kì WWE Backlash, WWE Vengeance (trận kì này là Hell In A Cell Match). Sau đó, anh bị chấn thương, phải từ bỏ đai và rời WWE một thời gian. Vào năm 2006, anh đã trở lại và muốn tranh đai với đương kim World HeavyWeight Champion lúc bấy giờ là King Booker. Vào ngày 26 tháng 11 năm 2006, anh đã giành chiến thắng trước King Booker, lần thứ hai giành được đai World HeavyWeight Championship

#### 2007
Vào ngày 1 tháng 4, ở trận Wrestlemania lần thứ 23, Batista đã để mất chức vô địch World Heavyweight Champion vào tay The Undertaker sau khi Undertaker dùng đòn Tombstone Piledriver. Đây là lần đầu Batista mất đai thực sự(lần mất đai trước là do anh bị chấn thương)và lần đầu tiên Undertaker có được danh hiệu World Heavyweight Championship. Sau đó, tại một buổi tối SmackDown!, anh có cơ hội tranh lại đai với Undertaker trong trận Steel Cage Match nhưng một lần nữa anh lại không lấy được đai, mặc dù anh và Undertaker thoát khỏi lồng cùng một lúc. Sau trận, Mark Henry lên tấn công Undertaker, và Edge dùng cặp tiền Money In The Bank để được tranh đai với Undertaker, và Edge đã chiến thắng. Batista muốn tranh đai với Edge. Tại PPV Judgmentday 2007, anh đã thua Edge do Edge đã pinfall anh. Tại One Night Stand, anh cũng thua Edge trong trận Steel Cage Match do Edge đã nhanh chân thoát khỏi lồng trước. Sau đó, anh có vẻ đã từ bỏ cơ hội tiếp tục theo đuổi đai World HeavyWeight Championship, anh chuyển qua thù với The Great Khali. Trong khi đó thì Kane đang nhắm tới đai World HeavyWeight Championship, liên tục hù dọa Edge, điều đó làm Edge sợ, phải từ bỏ đai để chạy trốn khỏi Kane. Nhưng thực ra Edge đã bị chấn thương, nên phải rời WWE, tương tự như Batista đã bị vào năm 2005. Vì chiếc đai bấy giờ vô chủ, ban quản lý SmackDown! đã tổ chức một trận Royal Rumble, với sự tham gia của tất cả các ss SmackDown!, trong đó có 3 đối thủ nặng ký là Batista, Kane, The Great Khali. Và cuối cùng Khali đã lấy được đai, sau khi loại 2 người cuối cùng là Kane và Batista. Cũng trong tối hôm đó, anh đấu với Kane để xác định người vào đấu với The Great Khali để tranh đai World HeavyWeight Championship tại WWE Great American Bash 2007. Trận đấu đã kết thúc với kết quả hòa khi Khali lên phá, Batista và Kane đã tấn công Khali. Với kết quả đó, sẽ có trận Triple Threat Match giữa anh, Kane và Khali để tranh đai World HeavyWeight Championship. Nhưng một lần nữa anh không thể thắng được, Khali vẫn giữ đai. Tại Summer Slam 2007, anh đấu với The Great Khali, anh lại thua Khali. Trong kì Summer Slam 2007, bạn thân anh là Rey Mysterio đã trở lại, và sau đó có cơ hội tranh đai với Khali khi đã thắng trận cuối cùng với Batista trong loạt trận chọn người vào đấu với Khali, nhưng sau đó Teddy Long lại thông báo sẽ có trận Triple Threat Match giữa anh, Rey Mysterio và Khali để tranh đai tại PPV Unforgiven. Trong những phút cuối, anh đã Batista Bomb Rey Mysterio lên người Khali, sau đó Spinebuster lên Khali, sau đó pin và anh đã lấy được đai World HeavyWeight Championship lần thứ 3. Khali đòi tranh đai lại tại PPV No Mercy, và trận đấu sẽ là trận sở trường của Khali, trận Punjabi Prison Match. Trong trận này, Batista đã có cú bay người từ bên lồng này qua lồng khác, và anh đã tuột xuống thay vì leo, và vẫn giữ được đai. Undertaker đã trở lại, và muốn tranh đai với anh tại Cyber Sunday, trọng tài là Stone Cold Steve Austin. Batista phải dùng tới 2 Batista Bomb mới hạ được Undertaker, anh vẫn giữ được đai. Tại PPV Survivor Series, anh đấu lại với Undertaker trong trận Hell In A Cell Match. Trong trận này, Undertaker cũng phải dùng tới 2 chiêu Tombstone Piledriver lên anh. Nhưng may mắn là anh vẫn giữ được đai vì Edge đã âm thầm trở lại, giả dạng làm thợ quay phim và lúc Undertaker đang pin Batista, Edge đã dùng máy quay và tấn công Undertaker. Việc Edge trở lại, đồng nghĩa với anh ta muốn tham gia tranh đai với Batista và Undertaker, dẫn đến trận Triple Threat Match giữa anh, Undertaker và Edge để tranh World HeavyWeight Championship. Trong trận, Edge đã thuê Curt Hawkins & Zack Ryder giả dạng thành Edge để phụ anh ta đánh Batista và Undertaker. Khi Undertaker đang pin Batista sau chiêu Tombstone Piledriver, Edge đã dùng ghế đánh Undertaker và chạy lại pin Batista, Edge trở thành new World HeavyWeight Champion

#### 2008–2010
Anh đã tham gia trận Royal Rumble nhưng bị loại bởi Triple H và John Cena. Anh cũng đã tham gia trận Elemination Chamber Match, nhưng đã bị The Undertaker cho 1 chiêu Tomstone.Tại Wrestlemania, anh đấu với Umaga trong trận Raw vs SmackDown!, anh đã chiến thắng khi Batista Bomb lên Umaga.Trong 1 show của RAW, anh đã được chuyển sang thi đấu cho RAW. Anh cũng đã từng giành đai World Tag Team Championship với John Cena. Nhưng đúng 1 tuần sau, cả hai đã thua Cody Rhodes và Ted DiBiase. Quá tức giận, cả hai đã nhảy vào đánh nhau. Tại WWE SummerSlam 2008, John Cena đấu với anh. Và kết quả Batista đã cho Cena 2 cú Batista Bomb và khiến Cena bị chấn thương sau đó. Tại WWE Survivor Series. Đội của anh đã thua đội của Randy Orton sau khi anh nhận được 1 cú RKO. Trong 1 show của RAW anh đã bị Randy Orton sút vào đầu và phải nghỉ thi đấu 4 tháng. Vào tháng 4 anh đã trở lại cùng Triple H và Shane McMahon tấn công Legacy
Tại WWE Judment Day, anh đấu cùng Randy Orton tranh đai WWE Championship, anh đã thắng bằng DQ nhưng không giành được đai. Ngay sau trận Ric Flair xuất hiện và cùng anh tấn công Legacy. Tại WWE Extreme Rules, anh đã thắng Randy trong trận Steel Cage Match và giành được đai. Đây là lần đầu tiên Batista giành được đai này. Nhưng đúng 1 ngày sau, Randy Orton và Legacy tấn công Anh làm anh bị chấn thương khá nặng ở bắp tay. Trong chương trình của RAW ngày 29 tháng 6 năm 2009, Batista đã trở lại, nhưng trong vai trò là một vị khách mời đặc biệt(vai trò khách mời đặc biệt cũng giống như General Manager, nhưng mỗi tuần lại có 1 vị khách đặc biệt)
Tại house show RAW được tổ chức vào ngày 14/09/2009 anh đã quay lại và đã có một chiến thắng trước Randy Orton
Sau khi đánh thắng Randy Orton, Batista chuyển sang thi đấu cho Smack Down. Anh đã trở lại một cách ấn tượng khi lần lượt đánh bại Chris Jericho và Big Show. Táo bạo hơn, anh đã hợp tác với bạn mình là Rey Mysterio để thách đấu với Chris Jericho và Big Show để giành đai Unifed Tag Team Champion. Nhưng họ đã thất bại. Ở chương trình Bragging Rights, Batista đấu với World Heavy Weight Champion -Undertaker, CM Punk và Rey Mysterio để giành đai World Heavy Weight Champion. Khi anh sử dụng chiêu Batista Bomb và đang pin The Undertaker, Rey đã nhảy vào cản anh và pin ké, khiến Batista rất tức giận. Sau khi The Undertaker giành chiến thắng và vẫn giữ được đai, Rey đã đến nâng Batista dậy, nhưng anh không hài lòng vì Rey nhảy vào cản.Batista chính thức chuyển thành vai xấu (Heel), Và anh đã tấn công Rey rất dữ dội với hai cú đạp khủng khiếp, mặc cho Rey xin tha. Ở show SmackDown, anh tuyên bố không còn xem Rey là bạn thân nhất nữa, và 2 người sẽ trở thành kẻ thù. Anh cũng đã tấn công 1 superstar khác là Matt Hardy cũng giống với khi làm với Rey. Batista và Rey Mysterio có một trận đấu tại WWE Survivor Series. Do anh to con hơn Rey nên dễ dàng chiếm ưu thế phần lớn thời gian thi đấu. Ở những phút cuối, anh đã sử dụng 1 chiêu Spear, 1 chiêu Spinebuster, và kinh khủng hơn là 3 lần dùng chiêu cuối Batista Bomb. Và trước khi rời võ đài, anh đã Spinebuster Rey 1 lần nữa lên ghế, và hậu quả là Rey phải vào viện. Tại show Raw sau Survivor Series, khi anh đang nói chuyện với khán giả, Kane đi ra và thách đấu với anh. 2 người có 1 trận #1 Contender Match for World Title Match, và anh đã thắng bằng cách lừa đảo khi khi cầm ghế đập Kane sau tường chắn khán giả mà trọng tài không thể thấy (nếu thấy Batista có thể sẽ bị thua bằng cách DQ(Disqualication) và Kane sẽ nghiễm nhiên thắng). Tại WWE TLC, anh sẽ đấu với The Undertaker trong trận Chair Match. Tại WWE TLC, lợi dụng lúc trọng tài bị Undertaker ép vào góc võ đài, anh đã sử dụng chiêu Dirty (chơi xấu) với Undertaker, làm Undertaker bị đau và Batista cầm ghế phang mạnh vào đầu ông. Batista thắng nhưng chủ tịch SmackDown!, Theodore Long, đi ra và thông báo ông không đồng ý cách chơi xấu đó của Batista, và trận đấu sẽ được tiếp tục. Batista phản đối nhưng anh vẫn buộc phải lên võ đài và chiến đấu tiếp. Undertaker đã tức giận và cầm ghế phang nhiều lần vào Batista, và kết liễu anh sau đòn Tombstone. Undertaker vẫn giữ đai. Tại show SmackDown! kế tiếp, Batista đấu lại với đối thủ 1 thời là bạn thân của anh, Rey Mysterio, để giành suất vào đấu tranh đai với Undertaker trong show kế tiếp. Nhưng anh đã thua. Gần đây nhất trong show Smackdown beat the clock. Anh có một trận đấu với R-truth. Khi anh định pin truth, Rey đã kéo trọng tài và làm trận đấu hết giờ. Lúc sau, Vickie Guerero đi ra và nói rằng rey bắt buộc phải chơi xấu Dave. Vickie cũng công bố sẽ có 1 trận #1 Contender Match của anh với Rey để xem ai sẽ tham gia đánh với the undertaker trong royal rumble. Trong sự kiện Elimination Chamber anh đã giành được đai wwe champion từ tay của jonh cena sau khi spear và batista bomb lên john cena. Tại PPV Wrestlemania 26, anh sẽ tái đấu với John Cena để tranh đai WWE Championship. Tại Wrestlemania 26, anh đã dính chiêu FU của John Cena nhưng không thua. Nhưng anh đã thua do bị Cena dùng chiêu khóa STF, và anh đã tap out, đồng nghĩa với việc anh mất đai WWE Championship. Sau đó, anh đã tấn công John Cena và tuyên bố muốn giành lại đai với anh ta tại PPV Extreme Rules, và trận đấu sẽ là Last Man Standing Match. Nhưng cuối cùng vẫn thất bại dưới tay John Cena. Trong trận Over The Limit John CeNa đã dùng chiêu FU lên Batista từ trên xe hơi rơi xuống nền gỗ khiến anh bị chấn thương. Đồng nghĩa với việc anh bị thất bại. Và Batista đã kết thúc sự nghiệp đô vật, nhưng theo một số thông tin thì anh sẽ quay lại trong năm 2013.

#### 2014
Ngày 20/1/2014, Batista trở lại Raw sau 4 năm vắng bóng, anh đã cắt ngang cuộc đàm thoại giữa Triple H và Stephanie McMahon với Randy Orton. Anh thách đấu với Randy để giành giấy chiếc đai World Heavyweight Champion. Ngay trong show Raw 20/1/2014, Batista tấn công Alberto Del Rio bằng chiêu Spinebuster và kết thúc bằng đòn Batista Bomb nổi tiếng.
Ngày 26/1/2014, tại Royal Rumble 2014, Batista xuất phát ở vị trí số 28, đặc biệt vào năm 2005, anh cũng xuất phát ở vị trí số 28. Sau khi loại Sheamus và Roman Reigns, Batista giành chiến thắng và đoạt chiếc vé cho WWE World Heavyweight Championship với Randy Orton tại Wrestle Mania XXX, nhưng bất ngờ khi loại Roman Reigns thì anh bị khán giả phản đối (boo) dữ dội. Tại RAW và Smackdown, Batista sinh mối thù với Daniel Bryan, Randy Orton và The Authority. Anh liên tục xen vào các trận đấu hay buổi nói chuyện của họ. Anh bị thua trước Sheamus sau khi dùng ghế tấn công. Batista có mặt trong trận đấu 3 tranh đai vô địch nhưng lại thua Daniel Bryan sau khi dính Yes Lock.Sau đó anh trở thành đồng đội với Randy Orton và có trận đấu với The Usos và trận đấu kết thúc mà không có đội thắng. Sau đó họ lại có trận đấu với Usos và bị cắt ngang không rõ lý do của The Shield. Từ đó Evolution lại tái hợp. Anh đã có nhiều trận liên quan giữa mối thù với Shield và liên tục bị thua. Sau khi thua trận đấu tại No Hold Barred, Batista muốn Triple H chấm dứt mối thù với The Shield để tiến tới những mục đích tốt hơn cho anh nhưng HHH không nghe và anh quyết bỏ việc tại WWE. Theo thông tin cho biết anh về Holywood đóng phim Vệ binh dải Ngân Hà sắp chuẩn bị công chiếu.

## Sự nghiệp diễn xuất
Bautista đã diễn xuất và đóng vai khách mời trong một số chương trình truyền hình với tư cách là chính anh và nhân vật Batista. Anh đóng vai khách mời trong tập thứ tám của mùa 6 của bộ phim truyền hình hành động / phiêu lưu truyền hình Smallville của Mỹ; anh đóng vai một người ngoài trái đất tên là Aldar trốn thoát khỏi Phantom Zone, người hút xương của mọi người để nuôi dưỡng. Vào tháng 6 năm 2009, Bautista xuất hiện với tư cách là chính mình trong một tập của vở opera xà phòng Neighbours của Úc. Năm 2010, anh xuất hiện trong một tập phim của Chuck. Anh ấy cũng đã xuất hiện trong Relative Strangers. Bautista đã làm việc cùng với Rob Van Dam, Marrese Crump và Ja Rule trong bộ phim hành động năm 2010 Wrong Side of Town. 

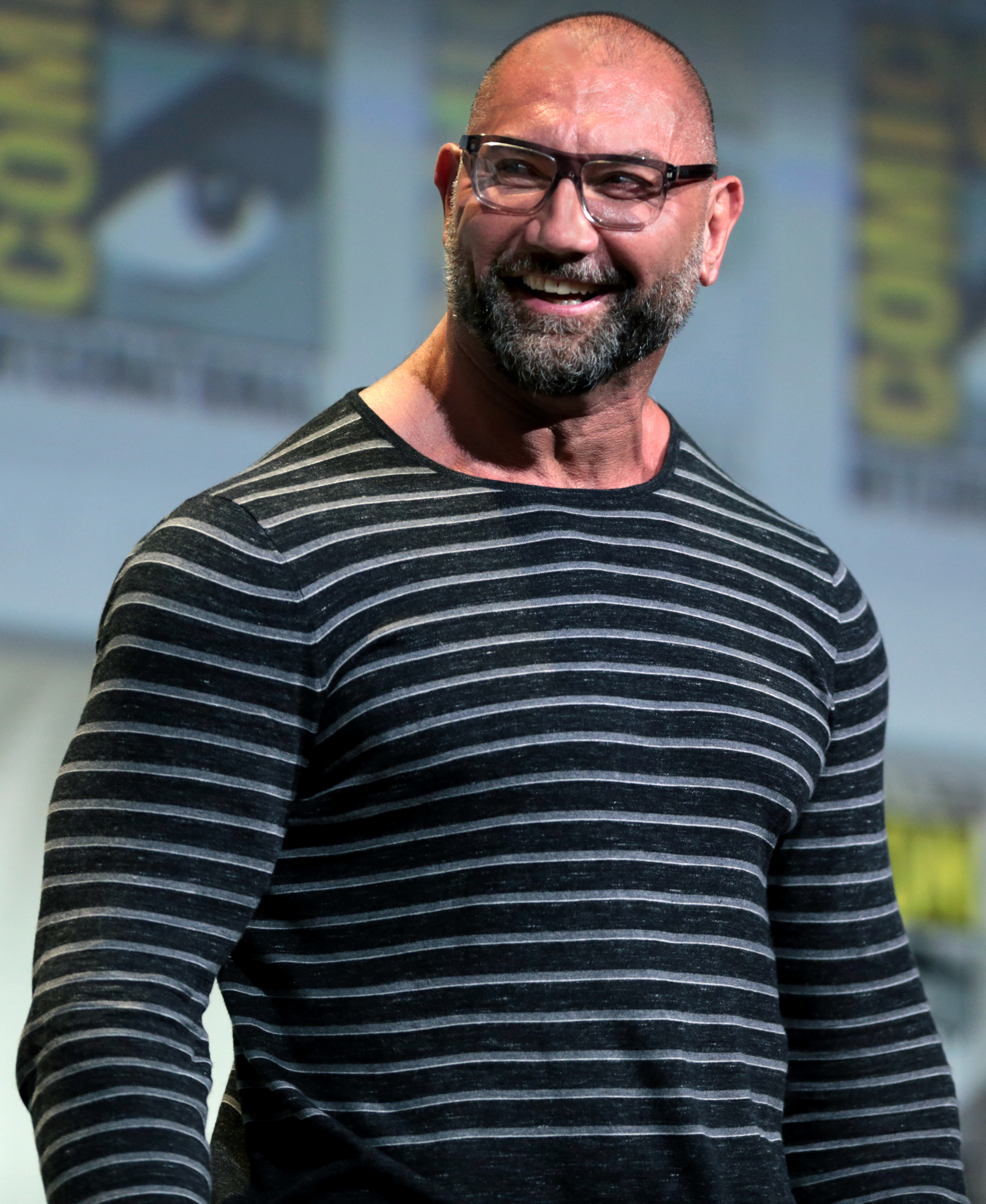
Bautista tại San Diego Comic-Con 2016.

Bautista xuất hiện với vai phản diện Brass Body trong bộ phim The Man with the Iron Fists của Universal Studios. Anh đóng vai Drax the Destroyer trong bộ phim Guardians of the Galaxy năm 2014 của Marvel Studios, đây là một thành công về mặt thương mại và phê bình. Anh đóng vai Mr. Hinx trong phim James Bond, Spectre (2015), và đóng vai phản diện Tong Po trong phần khởi động lại của bộ phim võ thuật Kickboxer năm 1989, cùng với Georges St-Pierre. Bautista đóng một vai nhỏ trong bộ phim khoa học viễn tưởng Blade Runner 2049, được phát hành vào năm 2017 với lời khen ngợi từ giới phê bình. Anh đóng lại vai Drax trong Guardians of the Galaxy Vol. 2, phát hành vào tháng 5 năm 2017, Avengers: Infinity War, phát hành vào tháng 4 năm 2018 và Avengers: Endgame, phát hành vào tháng 4 năm 2019.
Vào năm 2018, Bautista đã cùng các đồng nghiệp của mình ủng hộ đạo diễn James Gunn của Guardians of the Galaxy sau khi bị sa thải vì những dòng tweet cũ nói đùa về nạn ấu dâm và cưỡng hiếp. Bautista tuyên bố rằng nếu Disney (công ty mẹ của Marvel Studios) không sử dụng kịch bản của Gunn cho Guardians of the Galaxy Vol. 3, anh ấy sẽ yêu cầu được đúc lại, gọi cách bắn của Gunn là "buồn nôn". Cuối cùng, Gunn đã được phục hồi làm đạo diễn của bộ phim vào tháng 3 năm 2019. Vào ngày 24 tháng 5 năm 2021, trong lần xuất hiện trên The Ellen DeGeneres Show, ngôi sao đã xác nhận rằng Guardians of the Galaxy Vol. 3 sắp tới sẽ là lần xuất hiện cuối cùng của anh ấy với tư cách là nhân vật.
Bautista đóng vai chính trong Army of the Dead của Zack Snyder. Anh xuất hiện trong một vai phản diện trong Dune, một bộ phim chuyển thể từ tiểu thuyết cùng tên của Frank Herbert. Được phát hành vào tháng 10 năm 2021, Dune nhận được nhiều đánh giá tích cực. Bautista sẽ xuất hiện trong phần tiếp theo của Knives Out cùng với Daniel Craig. Bautista sẽ đóng vai chính trong bộ phim phiêu lưu giả tưởng In the Lost Lands với Milla Jovovich, do Paul W.S. Anderson đạo diễn. Vào ngày 6 tháng 12 năm 2021, anh được chọn tham gia Knock At The Cabin do M. Night Shyamalan viết kịch bản và đạo diễn bởi M. Night Shyamalan.

## Phim đã tham gia

### Điện ảnh
| Năm  | Phim                                       | Vai diễn                  | Ghi chú |
| ---- | ------------------------------------------ | ------------------------- | --- |
| 2006 | Relative Strangers                         | Đô vật                    | Khách mời không được công nhận |
| 2009 | My Son, My Son, What Have Ye Done?         | Police officer            | |
| 2010 | Wrong Side of Town                         | Big Ronnie                | |
| 2011 | House of the Rising Sun                    | Ray                       | Action On Film Award for Performer of the Year |
| 2011 | The Scorpion King 3: Battle for Redemption | Argomael                  | |
| 2012 | The Man with the Iron Fists                | Brass Body                | |
| 2013 | Riddick                                    | Diaz                      | |
| 2014 | Guardians of the Galaxy                    | Drax the Destroyer        | Detroit Film Critics Society Award for Best Ensemble Nevada Film Critics Society Award for Best Ensemble Cast Nominated – Central Ohio Film Critics Association Award for Best Ensemble Nominated – Phoenix Film Critics Society Award for Best Ensemble Acting |
| 2015 | L.A. Slasher                               | The Drug Dealer #1        | |
| 2015 | Spectre                                    | Mr. Hinx                  | |
| 2015 | Heist                                      | Jason Cox                 | |
| 2016 | The Boss                                   | Chad                      | Uncredited |
| 2016 | Kickboxer: Vengeance                       | Tong Po                   | |
| 2016 | Marauders                                  | Stockwell                 | |
| 2016 | The Warriors Gate                          | Arun the Cruel            | |
| 2017 | Bushwick                                   | Stupe                     | Điều hành sản xuất |
| 2017 | Guardians of the Galaxy Vol. 2             | Drax the Destroyer        | |
| 2017 | 2048: Nowhere to Run                       | Sapper Morton             | Phim ngắn |
| 2017 | Blade Runner 2049                          | Sapper Morton             | |
| 2018 | Avengers: Infinity War                     | Drax the Destroyer        | |
| 2018 | Hotel Artemis                              | Everest                   | |
| 2018 | Escape Plan 2: Hades                       | Trent DeRosa              | |
| 2018 | Final Score                                | Michael Knox              | Nhà sản xuất |
| 2018 | Master Z: The Ip Man Legacy                | Owen Davidson             | |
| 2019 | Avengers: Endgame                          | Drax the Destroyer        | |
| 2019 | Stuber                                     | Det. Victor "Vic" Manning | |
| 2019 | Escape Plan: The Extractors                | Trent DeRosa              | |
| 2020 | My Spy                                     | JJ                        | Nhà sản xuất |
| 2021 | Army of the Dead                           | Scott Ward                | |
| 2021 | Dune                                       | Glossu Rabban             | |
| 2022 | Thor: Love and Thunder                     | Drax the Destroyer        | |
| 2022 | Knives Out 2                               |                           | |
| 2023 | Guardians of the Galaxy Vol. 3             | Drax the Destoyer         | |
| 2023 | The Boy and the Heron                      | Vua vẹt đuôi dài          | Lồng tiếng, bản tiếng Anh |

### Truyền hình
| Năm  | Tiêu đề                                     | Vai                       | Ghi chú                             |
| ---- | ------------------------------------------- | ------------------------- | ----------------------------------- |
| 2006 | Smallville                                  | Aldar                     | Tập: "Static"                       |
| 2009 | Head Case                                   | Chính mình                | Tập: "All About Steve"              |
| 2009 | Neighbours                                  | Chính mình                | Tập: "1.5719"                       |
| 2010 | Chuck                                       | T.I.                      | Tập: "Chuck Versus the Couch Lock"  |
| 2015 | TripTank                                    | Delivery Guy (lồng tiếng) | Tập: "Short Change"                 |
| 2019 | What We Do in the Shadows                   | Garrett                   | Tập: "The Trial"                    |
| 2019 | Running Wild with Bear Grylls               | Chính mình                | Tập: "Dave Bautista"                |
| 2020 | Undertaker: The Last Ride                   | Chính mình                | Series phim tài liệu                |
| 2020 | Home Movie: The Princess Bride              | Fezzik                    |                                     |
| 2021 | See                                         | Edo Voss                  | Mùa 2                               |
| 2022 | Army of the Dead: Lost Vegas                | Scott Ward                | Lồng tiếng                          |
| 2022 | The Guardians of the Galaxy Holiday Special | Drax the Destroyer        | Truyền hình đặc biệt; đang làm phim |

### Trò chơi điện tử
| Năm       | Tiêu đề                            | Vai          | Ghi chú                                      |
| --------- | ---------------------------------- | ------------ | -------------------------------------------- |
| 2003      | WWE SmackDown! Here Comes the Pain | Batista      | Video game debut                             |
| 2003      | WWE WrestleMania XIX               | Batista      |                                              |
| 2003      | WWE RAW 2                          | Batista      |                                              |
| 2004      | WWE Day of Reckoning               | Batista      |                                              |
| 2004      | WWE Survivor Series                | Batista      |                                              |
| 2004      | WWE SmackDown! vs. Raw             | Batista      |                                              |
| 2005      | WWE WrestleMania 21                | Batista      |                                              |
| 2005      | WWE Aftershock                     | Batista      |                                              |
| 2005      | WWE Day of Reckoning 2             | Batista      |                                              |
| 2005      | WWE SmackDown! vs. Raw 2006        | Batista      | Cover athlete                                |
| 2006      | WWE SmackDown vs. Raw 2007         | Batista      | Cover athlete (NTSC version)                 |
| 2007      | WWE SmackDown vs. Raw 2008         | Batista      |                                              |
| 2008      | WWE SmackDown vs. Raw 2009         | Batista      |                                              |
| 2009      | WWE SmackDown vs. Raw 2010         | Batista      |                                              |
| 2010      | WWE SmackDown vs. Raw 2011         | Batista      |                                              |
| 2013      | WWE 2K14                           | Batista      |                                              |
| 2014      | WWE SuperCard                      | Batista      |                                              |
| 2014      | WWE 2K15                           | Batista      |                                              |
| 2015      | WWE Immortals                      | Batista      |                                              |
| 2015      | WWE 2K16                           | Batista      |                                              |
| 2017      | WWE 2K18                           | Batista      | Unlockable wrestler through in-game currency |
| 2018      | WWE 2K19                           | Batista      | Unlockable wrestler through in-game currency |
| 2019–2020 | Gears 5                            | Marcus Fenix | Limited Edition DLC                          |
| 2019      | WWE 2K20                           | Batista      | Unlockable wrestler through in-game currency |
| 2020      | WWE 2K Battlegrounds               | Batista      |                                              |

## Trong đấu vật
- Đòn cuối và các tuyệt chiêu
  - Batista Bomb / Demon Bombs (Sitout powerbomb)batista bite
  - Spinebuster
  - Spear
  - Repeated turnbuckle thrusts
  - Running front powerslam
  - Running clothesline
  - Short-arm clothesline
  - Spinning side slam
  - Diving shoulder block
- Quản lý
  - Synn
  - Reverend D-Von
  - Ric Flair
- Biệt danh
  - "The Demon" - với tư cách là Leviathan
  - "The Demon of the Deep" - với tư cách là Leviathan
  - "Guardian of The Gates of Hell" - với tư cách là Leviathan
  - "The Animal"
- Nhạc xuất hiện
  - "Line In The Sand" của Motörhead - với tư cách là thành viên của Evolution
  - "I Walk Alone", bản phối khí mới của Saliva

Batista đã chiếu đấu với Rey Mysterio và thế là Rey đã thua và năm 2011 Rey đã giành được đai wwe chapion

## Các chức vô địch và danh hiệu
- Ohio Valley Wrestling
  - OVW Heavyweight Championship (1 lần) [9]
- Pro Wrestling Illustrated
  - PWI xếp anh # 1 trong danh sách 500 đô vật hay nhất năm PWI 500 vào 2005.
  - PWI Most Improved Wrestler of the Year (Đô vật tiến bộ nhất) vào 2005 [10]
  - PWI Wrestler of the Year(Đô vật của năm) vào năm 2005 [11]
- World Wrestling Entertainment
  - WWE Tag Team Championship (1 lần) - với Rey Mysterio[12]
  - World Heavyweight Championship (List of WWE World Heavyweight Championsip 4 lần)[13]
  - Championship (WWE)|WWE Championship (2 lần)
  - World Tag Team Championship (2 lần) - với Ric Flair[14][15]
  - Royal Rumble (2005)
- Wrestling Observer Newsletter
  - Feud of the Year (Mối thù của năm) vào 2005 - vs Triple H
  - Feud of the Year (Mối thù của năm) vào 2007 - vs The Undertaker
  - Most Overrated Wrestler vào 2006